# Musculești
Musculești – wieś w Rumunii, w okręgu Gorj, w gminie Bărbătești. W 2011 roku liczyła 343 mieszkańców.